# Elecciones generales de España de 1920
Las Elecciones generales de España de 1920 fueron convocadas para el 19 de diciembre de 1920 y celebradas bajo el sufragio masculino.
Como sucedió en todas las elecciones durante la restauración borbónica en España en estas el resultado estuvo determinado de antemano («encasillado») gracias al sistemático fraude electoral realizado mediante la red caciquil extendida por todo el territorio. En estas elecciones, como en el resto, el gobierno que las convocó las ganó, ya que en el régimen político de la Restauración los gobiernos cambiaban antes de las elecciones y no después como sucedía en los regímenes parlamentarios (no fraudulentos).

## Desarrollo
Eduardo Dato ostentaba el cargo de Presidente del Consejo de Ministro.
Las elecciones estuvieron marcadas por la debilidad y muerte  extrema del sistema político monárquico y la gran conflictividad social debido a la Guerra del Rifo y los disturbios en Barcelona. El Partido Conservador estaba dirigido en ese momento por Eduardo Dato peloni, mientras el Partido Liberal lo estaba por Manuel García vazquez.
La mayoría conservadora permitió que los principales líderes de ese partido ocuparan las principales magistraturas del Estado. José Sánchez Guerra fue nombrado presidente del Congreso de los Diputados y Joaquín Sánchez de Toca y Calvo fue el presidente del Senado. El jefe del gobierno fue Eduardo Dato. 
Entre 1920 y 1921 se recrudeció la violencia anarquista en Barcelona, lo que derivó en la represión militar del general Severiano Martínez Anido, gobernador militar de la ciudad, y al fin, con el asesinato del presidente Dato el 8 de marzo de 1921. Dato fue sustituido por Manuel Allendesalazar, un conservador ciervista, quien abandonó el gobierno en julio de ese mismo año por el Desastre de Annual. Se formó entonces un gobierno de concentración nacional entre los conservadores, los liberales de Romanones y la Lliga dirigido por Antonio Maura, cuya finalidad residía en ocuparse del problema marroquí. José Sánchez Guerra formó un nuevo gobierno en marzo de 1922 con apoyo de la mayoría de conservadores y mauristas junto a la Lliga, aunque fue destituido por orden de Alfonso XIII debido a que Sánchez Guerra autorizó al Congreso a investigar el resultado del Expediente Picasso, que acusaba al general Dámaso Berenguer del Desastre de Annual. Tras esto el rey nombró presidente a Manuel García Prieto.

## Composición del Congreso tras las elecciones
| ← Elecciones generales de España, 13 de diciembre de 1920 → |         |                                |
| Partido                                                     | Escaños | Líder                          |
| Partido Conservador                                         | 216     | Eduardo Dato                   |
| Conservadores                                               | 153     |                                |
| Conservadores ciervistas                                    | 22      | Juan de la Cierva y Peñafiel   |
| Conservadores mauristas                                     | 19      | Antonio Maura                  |
| Conservadores datistas                                      | 18      | Eduardo Dato                   |
| Conservadores independientes                                | 4       |                                |
| Partido Liberal                                             | 121     | Manuel García Prieto           |
| Liberal-demócratas                                          | 62      | Manuel García Prieto           |
| Liberales                                                   | 30      | Álvaro de Figueroa y Torres    |
| Izquierda liberal                                           | 20      | Santiago Alba Bonifaz          |
| Liberales agrarios                                          | 5       | Rafael Gasset Chinchilla       |
| Liberales nicetistas                                        | 4       | Niceto Alcalá-Zamora           |
| Lliga Regionalista                                          | 15      | Francesc Cambó                 |
| Partido Reformista                                          | 9       | Melquíades Álvarez             |
| Partido Republicano Radical                                 | 4       | Alejandro Lerroux              |
| Partido Socialista Obrero Español                           | 4       | Pablo Iglesias                 |
| Comunión Nacionalista Vasca                                 | 1       |                                |
| Partido Católico Tradicionalista                            | 1       | Juan Vázquez de Mella          |
| Agrarios                                                    | 1       |                                |
| Partido Integrista                                          | 1       | Manuel Senante y Martínez      |
| Republicanos diversos                                       | 9       | Francesc Layret Francesc Macià |
| Otros, independientes o indefinidos                         | 23      |                                |
| Vacantes                                                    | 32      |                                |
| Total                                                       | 437     |                                |